# Iglesia de Santa María (Tíjola)
La iglesia de Santa María del municipio de Tíjola (provincia de Almería) se inició como un templo de una sola nave a la que se adosaron diversas capillas, consecuencia del mecenazgo privado, creándose la sensación de naves laterales. Este templo personaliza el paisaje urbano de Tíjola con la armonía compositiva del juego de los volúmenes de los distintos espacios internos y las soluciones de cubiertas.
Al finalizar la Guerra Civil, la iglesia y calles adyacentes fueron utilizadas por las tropas franquistas como campo de concentración de prisioneros, desempeñando esta función de abril a, por lo menos, septiembre de 1939. Oficialmente albergó hasta a mil detenidos, aunque los testimonios orales duplican esta cifra.

## Descripción
El templo es de una nave con cabecera recta. El presbiterio, de planta rectangular y cubierta con bóveda de aristas, queda ligeramente elevado respecto al cuerpo del templo al que se abre por un arco triunfal de gran luz. La nave se cubre con armadura de lima bordón, que concentra su decoración en el harneruelo. A los pies se dispone el coro, apoyado sobre grandes vigas que descansan en zapatas.
En el lado del Evangelio se abren, por arcos de medio punto sin decoración, cuatro capillas que se comunican entre sí, igualmente, por arcos de medio punto. Cabe destacar la segunda desde la cabecera, dedicada a la Virgen de los Dolores, que sobresale del perímetro exterior del templo con un camarín, interiormente de planta octogonal y cubierta de bóveda de gallones, que ostenta sobre el arco de acceso el escudo de los Herrán. En la contigua, ahora de Nuestro Padre Jesús Nazareno, figura el escudo de la familia Torre-Marín. En el muro lateral derecho o lado de la Epístola se encuentran la sacristía, la capilla del Sagrario, que se destaca por las mayores dimensiones de su arco de acceso y su cubierta de cúpula sobre pechinas y alto tambor perforado por vanos adintelados, y la capilla de las Ánimas del Purgatorio, que queda separada de la anterior por el espacio de la entrada lateral del templo.
La Iglesia tiene dos accesos de características formales similares: semicolumnas sobre altos pedestales sobre las que corre un arquitrabe y un frontón partido que alberga un emblema heráldico. En la portada de los pies figura el escudo del Obispo Fray Luis Venegas de Figueroa, y en la del costado norte, el blasón de los Enríquez.
En la fachada principal, a la derecha, se eleva la torre con dos cuerpos de planta cuadrada, el superior ligeramente retraído y separado por una estrecha cornisa, y perforado, en contraste con el que lo sustenta de notoria macicez, por vanos de medio punto en cada una de sus caras. Se cubre por tejado a cuatro aguas.
Delimitación del entorno:
La Iglesia de Santa María, Parroquia de Tíjola, constituye el centro religioso y social de la localidad, en torno al cual se ha ido conformando una trama de calles y casas que convergen hacia ella. La relación perceptiva visual más intensa, además de la continuidad física, son los criterios esenciales en la delimitación del entorno.

## Fuente
- Este artículo incluye contenido derivado de una disposición relativa al proceso de protección, incoación o declaración de un bien cultural o natural publicada en el BOE n.º 92 el 16 de abril de 2004 (texto), el cual está libre de restricciones conocidas en virtud del derecho de autor de conformidad con lo dispuesto en el artículo 13 de la Ley de Propiedad Intelectual española.